# Новые Ляды

Новые Ляды на карте Перми

Но́вые Ляды́ — бывший посёлок городского типа в Пермском крае, с 1 января 2006 года вошедший в состав города Пермь. Как отдалённый микрорайон, Новые Ляды подчинены Свердловскому району г. Пермь. Функционирует собственная администрация посёлка Новые Ляды в качестве территориального органа администрации г. Пермь.

## География
Расположен в 20 километрах к востоку от центра города.

## История
В 1949 году началось строительство Камской ГЭС. При этом в зоне затопления оказался участок Пермской железной дороги от станции Лёвшино до станции Сылва и прилегающие к нему населённые пункты — деревни Грязная, Новые Ляды, Вахруши, Горская, Семёновка, Плотниково, Верх-Речка и Винный завод Усть-Сылвенского сельского совета. Поэтому в 1951 году началось строительство нового участка железной дороги и железнодорожной станции, получившей название Ляды. Вблизи станции был основан посёлок, куда были переселены жители затопляемых территорий. Первые жилые дома были построены на улицах Чусовской, Лядовской и Железнодорожной. Железная дорога была открыта 30 апреля 1954 года.
В 1953—1959 гг. Новые Ляды относились к Усть-Сылвенскому сельскому совету Верхне-Городковского района Молотовской области. В июле 1959 года Новые Ляды получили статус рабочего посёлка, образован Ново-Лядовский поселковый Совет депутатов трудящихся. Население посёлка составило 8384 человека.
В 1960 году посёлок был включён в состав Верхнемуллинского района Пермской области. В 1963 году пгт был подчинён Орджоникидзевскому району города Перми, а в 1972 году в подчинение района были переданы населённые пункты Ново-Лядовского поселкового совета Малые Реки, Н.-Васильево, В.-Васильево. В 1980 году посёлок Новые Ляды был передан в подчинение Свердловского района города Перми.
В 1996 году было образовано внутригородское муниципальное образование «Посёлок Новые Ляды», прошли выборы главы посёлка и депутатов поселковой Думы. 1 января 2006 года муниципальное образование было упразднено и создан территориальный орган администрации города Перми — администрация посёлка Новые Ляды. Населённый пункт пгт Новые Ляды был исключён из учётных данных.

## Население
| 1959 | 1970  | 1979  | 1989  | 2002  | 2008  | 2020  |
| ---- | ----- | ----- | ----- | ----- | ----- | ----- |
| 4431 | ↗7925 | ↗8080 | ↗9828 | ↘9280 | ↗9700 | ↘9397 |

В 1963 году в посёлке проживало около 7000 человек. По итогам Всероссийской переписи 2002 года население Новых Лядов составило 9280 человек. На 1 января 2008 года население посёлка составило 9700 человек (5200 женщин и 4500 мужчин), из них трудоспособное население — 5200 человек, пенсионеры — 2700 человек, дети — 1800 человек.
Население посёлка учитывается в составе Свердловского района г. Перми.

## Известные уроженцы
- Кущенко, Сергей Валентинович — президент баскетбольного клуба ЦСКА.

## Инфраструктура
Образование
В Новых Лядах действуют 6 образовательных учреждений (дошкольного, общего, или дополнительного образования). 449 детей посещают дошкольные учреждения, 700 — учатся в школе. Клуб «Радуга» — подразделение учреждения дополнительного образования «Центр детского творчества» Свердловского района — посещают 400 школьников.
Экономика
В посёлке размещено 40 организаций и учреждений и 19 предприятий малого и среднего бизнеса (из них 7 — с числом работающих более 80 человек).
Крупнейшие предприятия:
- Испытательный полигон ОАО «Протон-ПМ»;
- Загородная испытательная станция цех ЗИС № 52 ОАО «Пермский моторный завод»;
- ООО «Кирпичный завод „Керамос“»;
- ООО «Уралпроммонтаж»;
- ООО «Промстрой».[15]